# Superjord

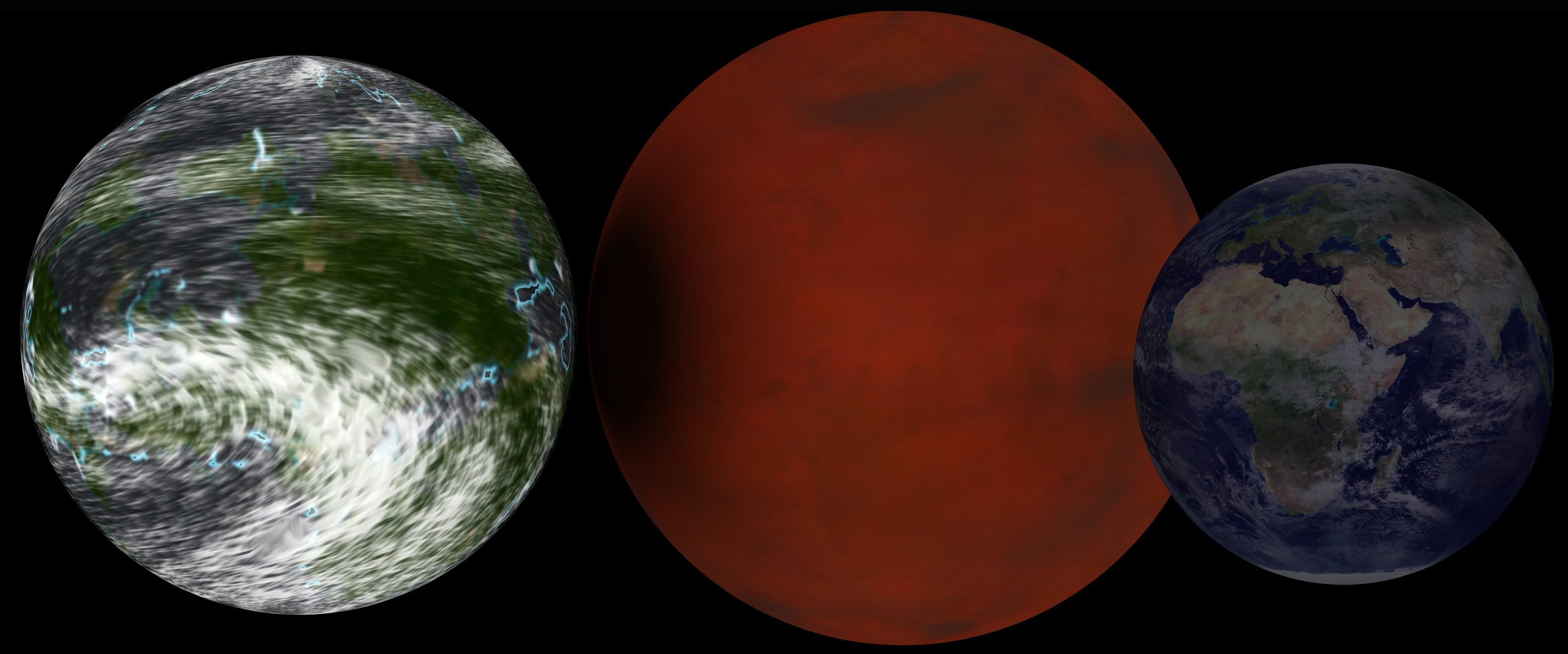
Två tänkbara superjordar, med jorden som jämförelse.

En superjord är en exoplanet vars massa är större än jordens, men mindre än solsystemets mindre gasjättar Uranus och Neptunus, vilka är 14 respektive 17 gånger så stora som jorden. Begreppet syftar endast på planetens massa, och säger inget om förhållandena på ytan eller möjligheterna för liv där. Begreppet "gasdvärg" har föreslagits för större sådana planeter av Sara Seager på MIT, men vanligare är minineptunus.

## Upptäckter
Många exoplaneter är superjordar. De första upptäckta superjordarna är planeterna runt pulsaren PSR B1257+12, upptäckta 1992.  

### Beboeliga superjordar
Den första superjorden i en stjärnas beboeliga zon var Gliese 581 c, upptäckt 2007. Gliese 581c kretsar runt en röd dvärg. Flera beboeliga superjordar har upptäckts sedan dess. De flesta beboeliga planeter är superjordar.

### Fotnoter
1. ↑  
Valencia, V.; Sasselov, D. D.; O'Connell, R. J. (2007). ”Radius and structure models of the first super-earth planet”. The Astrophysical Journal 656 (1):  sid. 545–551. doi:10.1086/509800. http://www.iop.org/EJ/article/0004-637X/656/1/545/65923.html.
2. ↑  ”Astronomers Find First Earth-like Planet in Habitable Zone”. ESO. Arkiverad från originalet den 12 april 2019. https://web.archive.org/web/20190412184943/https://www.eso.org/public/usa/news/eso0722/. Läst 14 januari 2019.